# Sergestidae
Sergestidae is een familie van kreeftachtigen uit de klasse van de Malacostraca (hogere kreeftachtigen).

## Geslachten
- Acetes H. Milne Edwards, 1830
- Allosergestes Judkins & Kensley, 2008
- Deosergestes Judkins & Kensley, 2008
- Eusergestes Judkins & Kensley, 2008
- Neosergestes Judkins & Kensley, 2008
- Nica
- Parasergestes Judkins & Kensley, 2008
- Peisos Burkenroad, 1945
- Petalidium Spence Bate, 1881
- Sergestes H. Milne Edwards, 1830
- Sergia Stimpson, 1860
- Sicyonella Borradaile, 1910